# Жужаньский каганат
Жужаньский каганат (монг. Нирун улс, кит. упр. 柔然, пиньинь Róurán, палл. жоужань, кит. упр. 蠕蠕, пиньинь Ruǎnruan, палл. жуаньжуань, кит. упр. 芮芮, пиньинь Ruòruo, палл. жожо, кит. упр. 茹茹, пиньинь Chuòchuo, палл. чочо, кит. упр. 蝚蠕, пиньинь Rúruǎn, палл. жужуань и др.) — раннемонгольское государство, которое господствовало на территории современной Монголии и северного Китая в промежутке между исчезновением хунну в IV веке и подъёмом Тюркского каганата в VI веке. Религия — шаманизм. Придворный историк династии Северная Вэй сообщает, что господствующее племя представляло собой ветвь сяньби.
Распространена точка зрения, что откочевавшие в середине VI века в степи Европы авары являлись частью жужаньской конфедерации. В 402 году правитель жужаней первым среди степных народов принял титул кагана.

## Варианты названия
- 蠕蠕 — Жуань-жуань. Первое название, употребляемое для данного народа. Скорее всего искажённое слово, презрительная кличка, данная китайцами. 蠕 — значит медленно ползти, пресмыкаться.
- 柔然 — Жоужань. В русском языке закрепилось старое прочтение Жужань.
- 茹茹 — Жужу. Сокращение.
- 芮芮 — Жоужоу. Сокращение.
- 檀檀 — Таньтань (Татар). Употребляется крайне редко.

Другое имя жужаней — «татар», также называют «тартар», это один из аймаков хунну. Китайским иероглифом современным произношением «датань» отмечено слово «татар», а иероглифом «таньтань» написано слово «тартар». Историки считают, что название монголов как татар (тартар) происходит от имени хана Татар (414—429 гг.). Эти два названия, Татар-хан и татар (монгол), записаны одинаковыми иероглифами. Поэтому со времён Жужаньского каганата монголов стали называть монголами, татарами, татаро-монголами или монголо-татарами.

## История
Юйцзюлюй Мугулюй (кит. упр. 郁久閭木骨閭, пиньинь Yùjiǔlǘ Mùgǔlǘ) был основателем государства жужаней, живший примерно в конце III века н. э. По одной из версий именно от его имени происходит название монгол.
В «Истории династии Вэй» есть сведение, что «Жуаньжуань, потомок дунху, имел фамилию „Юйцзюлюй“». Сами жужани считали себя одного происхождения с тоба.
В период расцвета Жужаньского каганата тюрки-тугю оказались под властью жужаней и находились в зависимости от них до середины VI века.
В 552 году тюрки разбили жужаньское войско, и каган Анагуй покончил с собой. Часть жужаньской знати убежала в Северную Ци. Оставшиеся князья провозгласили каганом Тефу. Меньше чем через год он погиб в битве с киданями. Из Ци вернулся Юйцзюлюй Дэнчжу и был провозглашён каганом, но быстро убит князем Афути. Сын Дэнчжу Юйцзюлюй Канти стал каганом и сразу же бежал в Ци от наступавших тюрок. Император Гао Ян сместил Канти и назначил жужаньским каганом Юйцзюлюй Аньлочэня (сына кагана Анагуя). Аньлочэнь жил в Маичуань (близ Шочжоу в Шаньси) и содержался за счёт китайского двора.
В 554 Аньлочэнь восстал против китайской власти и бежал в степь. Ему пришлось сражаться против тюрок и циских войск и вскоре он погиб. Его сын Юйцзюлюй Дэн Шуцзы стал каганом. Остатки жужаней бежали в Западную Вэй, не зная, что вэйцы были союзниками тюрок. Тюрки считали, что жужани опасны до тех пор, пока существуют, и отправили послов в Вэй. Император (точнее фактический правитель империи Юйвэнь Тай) приказал схватить всех жужаней.
В 555 году 3 000 жужаньских мужчин были положены связанными у восточных ворот Чанъани, где тюрки отрубили им головы. Однако тюрки сохранили жизнь женщинам, несовершеннолетним мужчинам, слугам и рабам. После упадка Жужаньского государства часть жужаней ушли на восток, а другая часть осталась на территории современной Монголии. Для контроля над ними тюркские правители размещали своих ставленников, выходцев из этнических тюркских племен. Но к концу I тыс. господство тюркских племён в степях Центральной Азии закончилось, началось возвышение монгольских племен. И это убедительно подтверждают раннемонгольские погребения. Монгольские племена жили в степях Монголии и Забайкалья в VI—IX веках.

## Письменность и язык жужаней
Письменные памятники жужаней не сохранились, но предполагается, что они могли иметь письменность, так как уже в VI веке появились первые тексты на протомонгольском языке индийским письмом брахми.

## Жужаньские правители и каганы[11]
| Храмовое имя | Тронное имя                              | Монгольское имя | Фамилия и имя                                        | Время правления | Эры летоисчисления и годы         |
| --- | ---------------------------------------- | --------------- | ---------------------------------------------------- | --------------- | --------------------------------- |
| В источниках наиболее употребимо: для правителя с тронным именем — тронное имя; иначе «Фамилия Имя», или «Имя»+ «Хан» |                                          |                 |                                                      |                 |                                   |
| отсутствует | отсутствует                              |                 | Юйцзюлюй Мугулюй (郁久閭木骨閭 Yùjiǔlǘ Mùgǔlǘ)       | IV век          | отсутствует                       |
| отсутствует | отсутствует                              | Чаругуй         | Юйцзюлюй Чэлухуэй (郁久閭車鹿會 Yùjiǔlǘ Chēlùhuì)    | IV век          | отсутствует                       |
| отсутствует | отсутствует                              | Тоногой         | Юйцзюлюй Тунугуй (郁久閭吐奴傀 Yùjiǔlǘ Tǔnúgūi)      | IV век          | отсутствует                       |
| отсутствует | отсутствует                              | Бату/Бутай      | Юйцзюлюй Бати (郁久閭跋提 Yùjiǔlǘ Bátí)              | IV век          | отсутствует                       |
| отсутствует | отсутствует                              |                 | Юйцзюлюй Дисуюань (郁久閭地粟袁 Yùjiǔlǘ Dìsùyuán)    | IV век          | отсутствует                       |
| отсутствует | отсутствует                              | Битубат         | Юйцзюлюй Пихоуба (郁久閭匹侯跋 Yùjiǔlǘ Pǐhóubá)      | IV век          | отсутствует                       |
| отсутствует | отсутствует                              |                 | Юйцзюлюй Маньгэти (郁久閭縵紇提 Yùjiǔlǘ Màngētí)     | IV век          | отсутствует                       |
| отсутствует | отсутствует                              |                 | Юйцзюлюй Хэдохань (郁久閭曷多汗 Yùjiǔlǘ Héduōhàn)    | ?-394 год       | отсутствует                       |
| отсутствует | Цюдоуфа Хан (丘豆伐可汗)                 | Жарун           | Юйцзюлюй Шэлунь (郁久閭社崙 Yùjiǔlǘ Shèlún)          | 402-410         | отсутствует                       |
| отсутствует | Айкугай Хан (藹苦蓋可汗)                 | Хөхлүд          | Юйцзюлюй Хулюй (郁久閭斛律 Yùjiǔlǘ Húlǜ)             | 410-414         | отсутствует                       |
| отсутствует | Моуханьхэшэнгай Хан (牟汗紇升蓋可汗)     | Татар           | Юйцзюлюй Датань (郁久閭大檀 Yùjiǔlǘ Dàtán)           | 414-429         | отсутствует                       |
| отсутствует | Чилянь Хан (敕連可汗)                    | Энгүдэй         | Юйцзюлюй Ути (郁久閭吳提 Yùjiǔlǘ Wútí)               | 429-444         | отсутствует                       |
| отсутствует | Чу Хан (處可汗)                          | Тогочин         | Юйцзюлюй Тухэчжэнь (郁久閭吐賀真 Yùjiǔlǘ Tǔhèzhēn)   | 444-464         | отсутствует                       |
| отсутствует | Шоулобучжэнь Хан (受羅部真可汗)          | Ижин            | Юйцзюлюй Юйчэн (郁久閭予成 Yùjiǔlǘ Yúchéng)          | 464-485         | Юнкан (永康 Yǒngkāng) 464—484     |
| отсутствует | Фуминдунь Хан (伏名敦可汗)               | Түлүн           | Юйцзюлюй Доулунь (郁久閭豆崙 Yùjiǔlǘ Dòulún)         | 485-492         | Тайпин (太平 Tàipíng) 485—491     |
| отсутствует | Хоуцифудайкучжэ Хан (侯其伏代庫者可汗)   | Нагай           | Юйцзюлюй Нагай (郁久閭那蓋 Yùjiǔlǘ Nàgài)            | 492-506         | Тайань (太安 Tàiān) 492—505       |
| отсутствует | Тохань Хан (佗汗可汗)                    | Богд            | Юйцзюлюй Футу (郁久閭伏圖 Yùjiǔlǘ Fútú)              | 506-508         | Шипин (始平 Shǐpíng) 506—507      |
| отсутствует | Доулофубадоуфа Хан (豆羅伏跋豆伐可汗)    | Чуну            | Юйцзюлюй Чоуну (郁久閭醜奴 Yùjiǔlǘ Chǒunú)           | 508-520         | Цзяньчан (建昌 Jiànchāng) 508—520 |
| отсутствует | Чиляньтоубиндоуфа Хан (敕連頭兵豆伐可汗) | Амгай           | Юйцзюлюй Анагуй (郁久閭阿那瓌 Yùjiǔlǘ Ānàgūi)        | 520-552         | отсутствует                       |
| отсутствует | Миоукэшэгоу Хан (彌偶可社句可汗)         | Брахман         | Юйцзюлюй Поломэнь (郁久閭婆羅門 Yùjiǔlǘ Póluómén)    | 521-524         | отсутствует                       |
| отсутствует | отсутствует                              | Тибэд           | Юйцзюлюй Тефа (郁久閭鐵伐 Yùjiǔlǘ Tiěfá)             | 552-553         | отсутствует                       |
| отсутствует | отсутствует                              |                 | Юйцзюлюй Дэнчжу (郁久閭登注 Yùjiǔlǘ Dēngzhù)         | 553             | отсутствует                       |
| отсутствует | отсутствует                              |                 | Юйцзюлюй Канти (郁久閭康提 Yùjiǔlǘ Kāngtí)           | 553             | отсутствует                       |
| отсутствует | отсутствует                              | Амаржин         | Юйцзюлюй Аньлочэнь (郁久閭菴羅辰 Yùjiǔlǘ Ānluóchén)  | 553-554         | отсутствует                       |
| отсутствует | отсутствует                              |                 | Юйцзюлюй Дэн Шуцзы (郁久閭鄧叔子 Yùjiǔlǘ Dèng Shūzǐ) | 555             | отсутствует                       |

## Палеогенетика
У образца TL1 определена митохондриальная гаплогруппа D4b1a2a1 и Y-хромосомная гаплогруппа C2b1a1b-F3830 (ISOGG 2015).

## Политическое наследие жужаней
В период своего существования в горах Монгольского Алтая тюрки-тугю оказались под властью жуань-жуаней и находились в зависимости от них до середины VI века. Тюрки заимствовали верховный титул жужаней — каган.

## Галерея

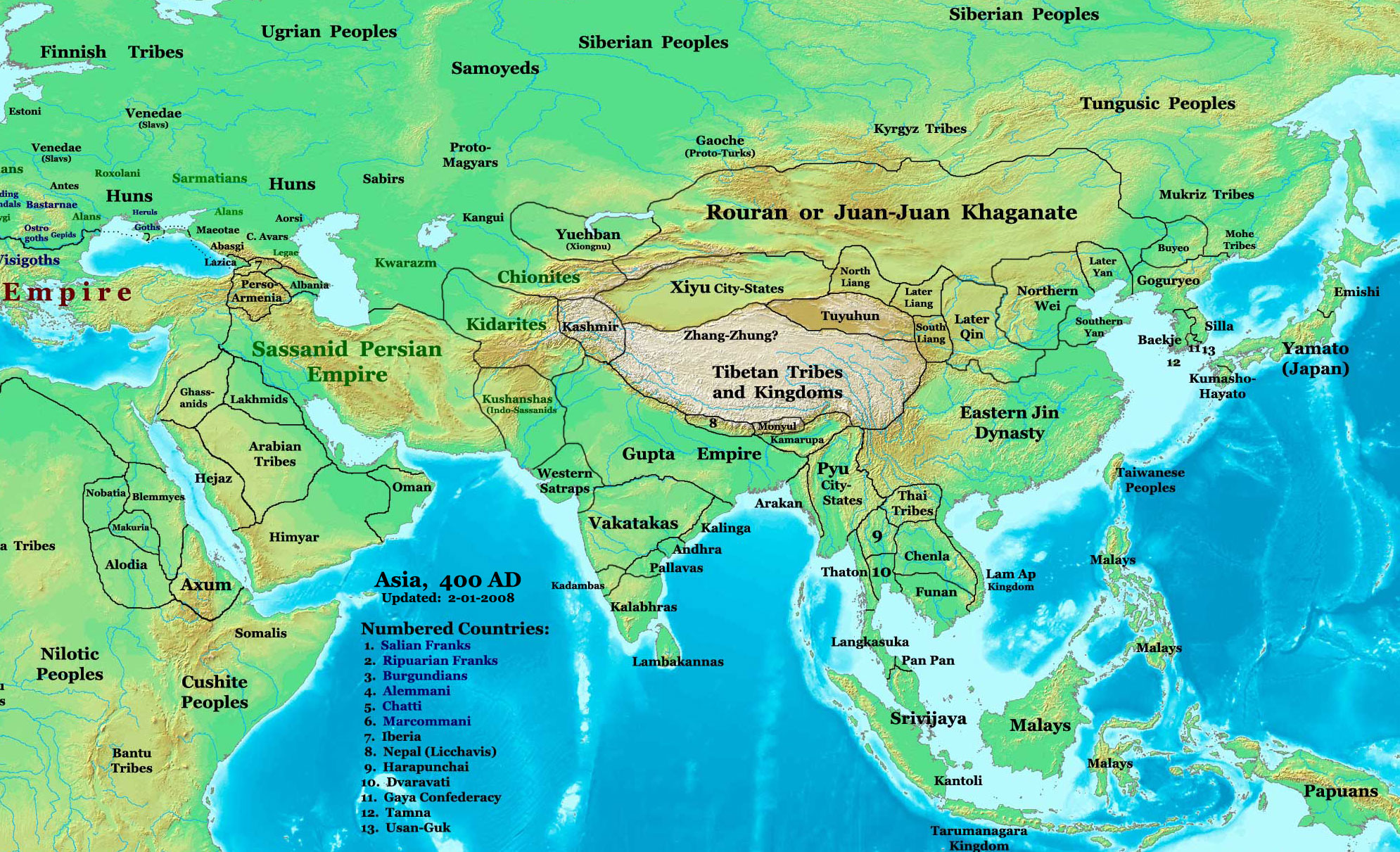
Азия в 400 году
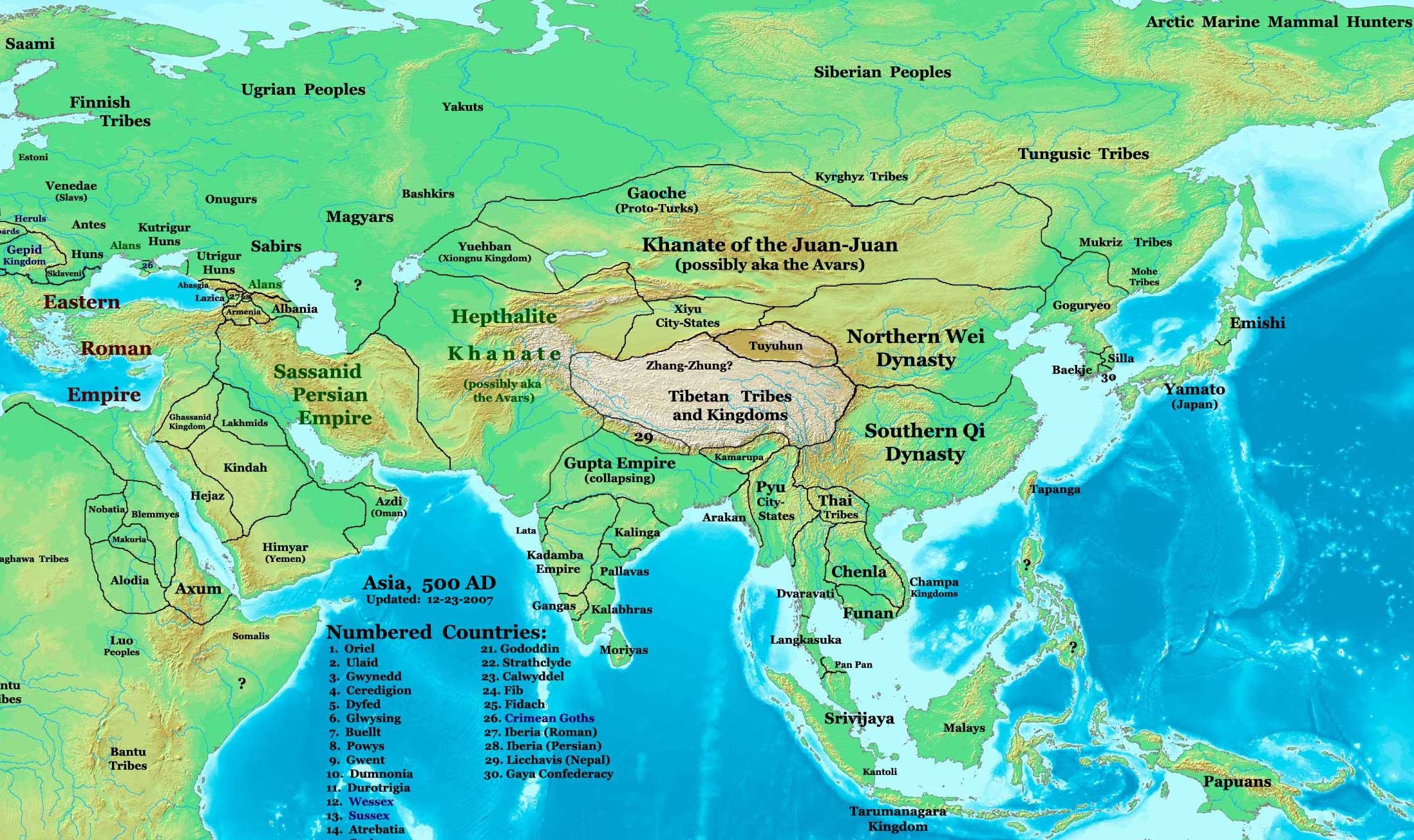
Азия в 500 году
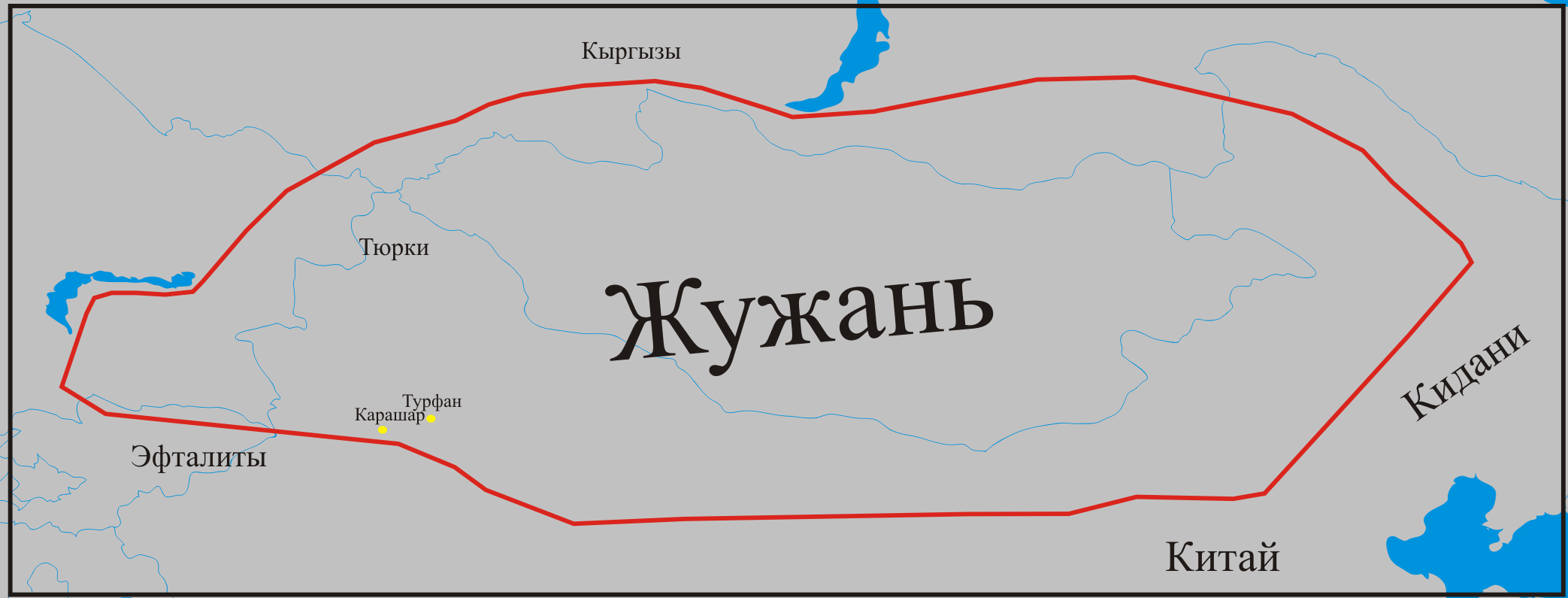
Карта Жужаньского государства